# Stazione di San Donato Milanese
Stazione di San Donato Milanese vasútállomás Olaszországban, Lombardia régióban, San Donato Milanese településen.

## Vasútvonalak
Az állomást az alábbi vasútvonalak érintik:
- Milánó–Bologna-vasútvonal

## Kapcsolódó állomások
A vasútállomáshoz az alábbi állomások vannak a legközelebb:
- Stazione di Borgolombardo (Stazione di Lodi, S1)
- Stazione di Milano Rogoredo (Stazione di Saronno, S1)
- Stazione di Milano Rogoredo (Stazione di Cormano-Cusano, S12)
- Stazione di Borgolombardo (Stazione di Melegnano, S12)